# Burgaská oblast
Burgaská oblast (bulharsky Област Бургас) je jedna z oblastí Bulharska. Leží na východě země a jejím správním střediskem je Burgas.

## Obštiny
Oblast se administrativně dělí na 13 obštin.

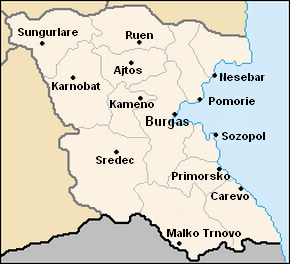
Burgaská oblast

Obština
- Ajtos
- Burgas
- Carevo
- Kameno
- Karnobat
- Malko Tărnovo
- Nesebar
- Pomorie
- Primorsko
- Ruen
- Sozopol
- Sredec
- Sungurlare

Sídlo
- Ajtos
- Burgas
- Carevo
- Kameno
- Karnobat
- Malko Trnovo
- Nesebar
- Pomorie
- Primorsko
- Ruen
- Sozopol
- Sredec
- Sungurlare

## Města
Správním střediskem oblasti je Burgas, kromě sídelních měst jednotlivých obštin, přičemž Ruen městem není, se zde nacházejí města Acheloj, Achtopol, Bălgarovo, Černomorec, Kableškovo, Kiten, Obzor a Sveti Vlas.

## Obyvatelstvo
K 15. prosinci 2024 v oblasti žilo 437 769 obyvatel a bylo zde trvale hlášeno 459 959 obyvatel. Podle sčítání 7. září 2021 bylo národnostní složení následující:
- Bulhaři: 280 388 (80.1 %)
- Turci: 47 286 (13.5 %)
- Romové: 14 893 (4.3 %)
- ostatní[p 2]: 7 361 (2.1 %)